# زمان ترکمنستان
زمان ترکمنستان (انگلیسی: Time in Turkmenistan) موقعیت زمانی کشور ترکمنستان است که پنج ساعت از ساعت جهانی جلوتر است (یوتی‌سی ۵:۰۰+). ترکمنستان از ساعت تابستانی پیروی نمی‌کند.